# Australseeschwalbe
Die Australseeschwalbe (Sternula nereis, Syn.
Sterna nereis) ist eine Vogelart aus der Familie der Seeschwalben (Sternidae).
Sie kommt im Pazifischen Ozean entlang der Südwestküste Australiens sowie der Ostküste bis Sydney, auf Tasmanien sowie auf Neukaledonien und in Neuseeland auf der Nordinsel vor.
Ihr Verbreitungsgebiet umfasst Küsten mit Sand oder Korallen und Küstendünen.

## Beschreibung
Die Australseeschwalbe ist 22 bis 27 cm groß, wiegt etwa 57 g, die Flügelspannweite beträgt 45 bis 51 cm. Die Geschlechter unterscheiden sich kaum.
Im Prachtkleid ist das Gefieder blass grau-weiß mit schwarzem Scheitel, Nacken und Ohrdecken sowie schwarzem Fleck vor dem Auge. Die Stirn ist weiß, der Schnabel orange-gelb. Die Iris ist dunkelbraun, die Beine gelblich.
Im Schlichtkleid ist der Schnabel schwarz, der Scheitel mehr gefleckt.
Jungvögel haben schwärzliche Beine und Schnäbel mit gestreiftem braun-grauem Scheitel und dunklen Ohrdecken.
Zur Abgrenzung von der Zwergseeschwalbe siehe dort.

## Stimme
Der Ruf des Männchens wird als hartes, lautes „tchi-wick“ oder als aufgeregtes „kirrikiki-kirrikiki“ und schnelles „ket-ket-ket-ket“ beschrieben.

## Geografische Variation
Es werden folgende Unterarten anerkannt:
- S. n. horni Mathews, 1912[5] – Westaustralien
- S. n. nereis Gould, 1843[6], Nominatform – Süden Australiens, Victoria und Tasmanien
- S. n. exsul Mathews, 1912[7] – Neukaledonien
- S. n. davisae Mathews & Iredale, 1913[8] Englisch: New Zealand Fairy Tern, Dainty Coastal Tern, Māori: Tara iti[9] – Nordinsel, Neuseeland

## Lebensweise
Die Nahrung besteht hauptsächlich aus kleinen Fischen (Lagunengrundeln), auch Schalentieren und Schnecken.
Die Brutzeit liegt zwischen September und Januar bzw. Oktober und Februar.
Die Seeschwalbe ist ein geselliger Koloniebrüter, sie tritt oft in Schwärmen von 50 bis 150 Individuen auf. Aus Tasmanien und Südaustralien zieht sie nordwärts, in anderen Regionen ist sie ortsständig (Standvogel).

## Gefährdungssituation
Die Australseeschwalbe wird als gefährdet (vulnerable) klassifiziert. Die neuseeländische Unterart S. n. davisae gilt mit einem Bestand von weniger als 40 Exemplaren als einer der weltweit seltensten Brutvögel.